# ドローンビジネス
ドローンビジネスとは、小型のドローンを用いた事業。ドローンは無人飛行機（マルチコプター）であることが多いが、水中用ドローンや陸上走行ドローンも存在している。

## 概説
1980年代より実機での農薬散布を代替する目的で無線操縦ヘリコプターの普及が進められてきた。当時は操縦が困難で一定の技量がなければ飛行出来なかった。その後、技術の進歩により、操縦の容易で小型軽量の電動式マルチコプターが普及した。
2014年にAmazon.comが次世代型配達用機械として「ドローン」という言葉を提唱したことで、呼称が広まった。日本においては、2015年4月22日に総理大臣官邸屋上にDJI社製品の「Phantom」が墜落した「首相官邸無人機落下事件」報道によって知名度が高まった。
2017年頃からは、マルチコプター型ドローンで培われた技術を活かし、陸上（ローバ型）、水上（ボート型）、水中（潜水艦型）といった「無人飛行機」とは言い難いドローンの展開も行われており、屋内といったGPSが使用できない環境での活用技術も発達してきている。

## 経緯
2010年にパロット社（フランス）から発売された「ARドローン」はスマートフォンやタブレット端末からWi-Fi接続による安定した飛行コントロールが可能であり、小型カメラを搭載し、撮影した映像のストリーミングが可能であった。後にSDKが提供されたことによって、プログラムによってドローンをエンジニアがコントロールすることも可能になった。
2012年にDJIから発売された「Phantom」はドローンの民生利用を席捲することになり、日本においてもドローンを用いた空撮はホビー用のみならず商業用としても広まった。世界的に見てもDJIが一般消費者向け（ホビー向け）ドローン市場で圧倒的なシェアを確保してしまったため、先に挙げたパロット社を初めとする他のドローン機器製造メーカーは、一般消費者向けから企業や組織向けのドローン製造にターゲットを変化させてきたことも、ドローンビジネスの広まりに影響を与えたとみられている。
当時、ドローンの商業利用についてはアメリカ合衆国では禁止されていたため、ドローンの商業活用を検討する企業はカナダやオーストラリアで実証実験、搬送実験を行っていた。2015年2月にアメリカ連邦航空局が「sUAS(small unmanned aircraft system) 商業利用に関する規則案」によって、アメリカで商業利用が可能な方向へ舵が切られ、以降は規制緩和が進んでいる。

### 日本における経緯
日本においては、先に揚げた首相官邸無人機落下事件によって航空法が改正され様々な規定が設けられた。これによって企業がドローンを商業利用するための基準が明確になり、商業活用の検討が行いやすくもなっている。国土交通省が2016年3月に「UAV(Unmanned Aerial Vehicle)を用いた公共測量マニュアル（案）」を発表、農林水産省が「無人航空機利用技術指導指針」を策定、総務省が「無人航空機における携帯電話等の利用」の方針策定を行っている。このように日本におけるドローンの商業利用は、まず国によって牽引、後押しがされてきたが、2017年からはベンチャー企業のみならず大手企業もドローンを用いた商業サービスを始めている。
2018年3月時点では、航空法や電波法によって、ドローンの飛行範囲が制限されているためドローンの商用利用領域も制限されている。経済産業省が2018年1月31日に公表した『総合物流施策大綱（2017年度〜2020年度）』でもドローンの物流事業への活用についての取り組み方針が示されており、国土交通省、経済産業省、環境省などが連携して要件をとりまとめ、航空法に基づく許可、承認の審査要領に反映させる予定となっている。
民間においても、一般社団法人日本UAS産業振興協議会(JUIDA)が2017年12月22日にドローン物流のガイドラインとなる『JUIDA物流ガイドライン』（案）を公表している。
2016年度の日本国内におけるドローンビジネスの市場規模は353億円。2017年度には前年度比42%増の503億円（2018年3月時点推定額）であり、2018年3月時点では、2024年度には3,711億円に達すると見込まれている。

## ドローンビジネスの構造
ドローン関連のビジネスは一般消費者をターゲットとするところから、組織や企業をターゲットするように変化してきており、以下のような構造が出来上がりつつある。
ハードウェア
ドローンそのものを製造するメーカー。ドローンの機体制御センサー機器メーカー、データ取得機器メーカー、電池やモーターなどの周辺機器・部品メーカーも含む。
サービス・ソフトウェア
サービスやソリューションを提供企業、ソフトウェア開発企業が含まれる。
ドローン関連ビジネス
ドローンの操縦者育成スクール、ドローンの練習場や飛行場、ドローンにまつわる保険といった関連ビジネス。

## 分野
ドローンを業務に活用する企業・組織は、農業や建設・土木、観光、自治体に多い。日本においては地域に偏りなく、全国に薄く広く広がっている。
- 農業 - 薬剤、種子の散布
- 宅配
- 航空写真
- 警備
- 捜索/救難

## 参考書籍
- 春原久徳、中畑稔、インプレス総合研究所『ドローンビジネス調査報告書2018』インプレス、2018年。ISBN 9784295003601。